# Гольмсдорф
Гольмсдорф (нім. Golmsdorf) — громада в Німеччині, розташована в землі Тюрингія. Входить до складу району Заале-Гольцланд. Складова частина об'єднання громад Дорнбург-Камбург.
Площа — 7,61 км2. Населення становить 705 ос. (станом на 31 грудня 2021).

## Галерея

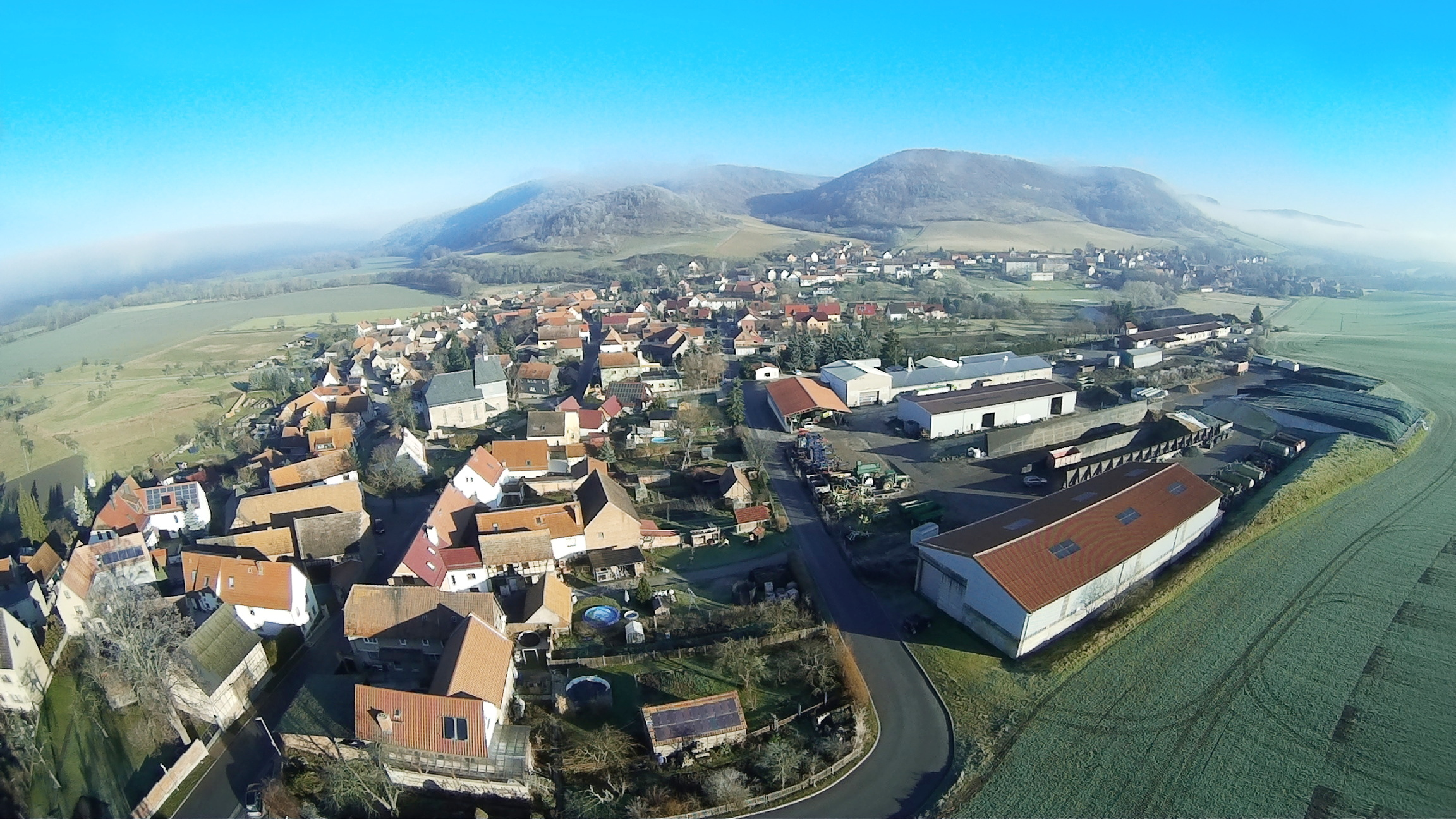
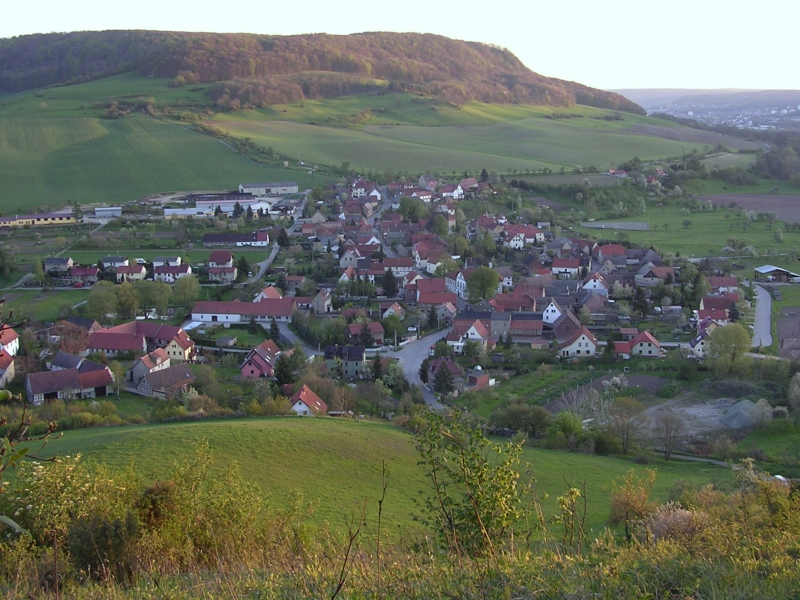